# Hüseyin Özgürgün
Hüseyin Özgürgün (ur. 1965 w Nikozji) – cypryjski polityk, minister spraw zagranicznych Cypru Północnego od 5 maja 2009, p.o. premiera Cypru Północnego od 23 kwietnia 2010 do 17 maja 2010. Premier Cypru Północnego od 16 kwietnia 2016 do 28 lutego 2018.

## Życiorys
Hüseyin Özgürgün urodził się w 1965 w Nikozji, gdzie ukończył szkołę podstawową i średnią. Naukę kontynuował w Turcji. W 1968 został absolwentem nauk politycznych na Uniwersytecie w Ankarze. Następnie studiował język i nauki administracyjne na University of Cambridge w Wielkiej Brytanii. W młodości przez kilka lat grał w piłkarskiej kadrze narodowej oraz uprawiał lekkoatletykę.
Pod koniec lat 90. XX w. związał się z polityką. W wyborach w 1998, 2003 oraz w 2005 został wybrany do parlamentu z ramienia Partii Jedności Narodowej (UBP). Od lutego do grudnia 2006 pełnił funkcję przewodniczącego partii. W latach 2004–2009 był członkiem Zgromadzenia Parlamentarnego Rady Europy. W wyborach parlamentarnych w kwietniu 2009 uzyskał reelekcję. 5 maja 2009 objął stanowisko ministra spraw zagranicznych w gabinecie premiera Dervişa Eroğlu.
23 kwietnia 2010, po wyborze premiera Eroğlu na stanowisko prezydenta Cypru Północnego, przejął obowiązki szefa rządu. Pełnił je do czasu powołania rządu İrsena Küçüka 17 maja 2010. W jego gabinecie zachował stanowisko szefa dyplomacji.
Hüseyin Özgürgün jest żonaty, ma dwoje dzieci.